# Whetstone (benchmark)
Whetstones – benchmark bazujący na wykonywaniu operacji arytmetycznych na liczbach zmiennoprzecinkowych; wyniki testu wyrażane są w whetstones na sekundę. Whetstone I wykonuje operacje 32-bitowe, czyli na liczbach zmiennoprzecinkowych o pojedynczej precyzji, a Whetstone II – operacje 64-bitowe, czyli na liczbach zmiennoprzecinkowych o podwójnej precyzji.